# 미나미교토쿠정
미나미교토쿠정(南行徳町)은 1889년 4월1일 부터 1956년 10월 1일까지 존재했던 지바현 히가시카쓰시카군의 정이다. 현재의 이치카와시 남부에 해당한다.

## 지리
북동쪽은 교토쿠정, 남서쪽은 우라야스정, 북서쪽은 에도가와강을 사이에 두고 도쿄부 미나미카츠시카군(1932년부터 도쿄시 에도가와구), 남동쪽은 도쿄만에 둘러싸여 있으며 지형은 평탄하고, 에도가와의 홍수 및 해일의 피해를 자주 입는다. 또한, 에도 시대부터 메이지 시대까지 소금밭으로 유명한 지역이다.

## 역사
- 1889년 4월 1일 - 정촌제 시행에 수반해 히가시카쓰시카군 미나미교토쿠촌이 성립하였다.
- 1937년 4월 15일 - 정으로 승격해, 미나미교토쿠정이 되었다.
- 1956년 10월 1일 - 이치카와시에 편입해, 소멸하였다.